# European Business Angels Network
European Business Angels Network (EBAN, Europejska Sieć Aniołów Biznesu) – międzynarodowa organizacja non-for-profit, której misją jest reprezentowanie społeczności europejskich inwestorów działających na wczesnym etapie rozwoju przedsiębiorstw, zrzeszającej organizacje i inwestorów z Europy, jak również innych krajów. 
Założona w 1999 r. przez Komisję Europejską oraz EURADA, pierwotnie organizacja ukierunkowana była wyłącznie na aniołów biznesu, obecnie EBAN stanowi międzysektorową reprezentację inwestorów kapitałowych inwestujących w przedsięwzięcia na wczesnym etapie (early stage). EBAN reprezentuje grupę inwestującą ponad 7,5 mld euro rocznie, składającą się z 260 tys. inwestorów-aniołów biznesu. Zgodnie z danymi zebranymi przez organizację, przy wsparciu inwestorów wczesnych faz zostało założone 2.900 przedsiębiorstw, w ramach których stworzono 17.800 miejsc pracy.
Zarząd EBAN tworzy Rada Dyrektorów, na której czele stoi Peter Cowley. W latach 2018–2020 w skład Rady wchodzi jedyny reprezentant Polski, Robert Ługowski, Partner Zarządzający Cobin Angels, członka EBAN. W kadencji 2016–2018 pierwszym przedstawicielem polskiego środowiska aniołów biznesu był Michał Ciemiński, Założyciel i Prezes Platinum Investors.